# 관구장 주교
관구장 주교(管區長主敎) 또는 줄여서 관구장은 기독교에서 여러 교구가 포함된 넓은 지역인 교구들의 연합인 관구의 대표 맡은 성직자를 의미하며, 관구 내 대교구의 교구장주교가 맡는다.    관구장주교는 교회법과 교회의 전통에 따라 주교회의를 열어 주재할 수 있는 여러 가지 특권을 행사할 수 있다.

## 가톨릭교회

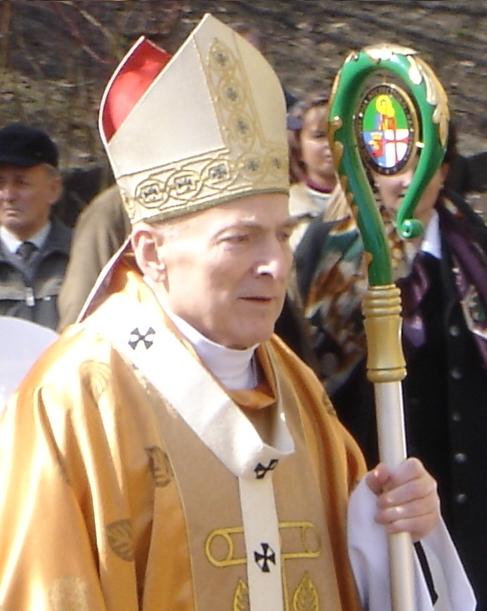
제의와 팔리움을 착용한 천주교회의 관구장주교.

가톨릭교회에서는 서로 이웃한 여러 교구가 연합하여 하나의 관구를 형성하며, 관구산하 교구들의 대표인 관구장은 관구 산하 교구 중 한 교구에게 그 권한을 부여하며 권한을 부여받은 교구는 대교구로 승격된다.
또한 기존 관구산하의 관구장 역할을 하던 교구의 교구장이 관구장직을 상실할 경우 일반대교구나 평교구가 된다.(독일 마인즈교구=과거 대교구였음 또 베니스총대주교구는 관구대주교급임)
관구장에 대한 임명권은 전적으로 가톨릭교회의 최고 목자인 로마 교황에게 있다. 관구장 주교를 수도대주교(metropolitan Archbishop)라고도 불린다. 
관구장은 서임 3개월 이내에 로마로 가서 교황으로부터 직접 제의 위로 목과 양 어깨에 둘러 착용하는 좁은 고리 모양의 양털 띠인 팔리움을 수여받는다. 팔리움은 교황과의 일치와 관구장으로서 부여받은 권한을 상징한다. 팔리움을 착용한 모양은 마치 목에 멍에를 멘 것과 비슷해 ‘그리스도의 멍에를 짊어진 사람’이라는 상징적 의미도 담고 있다.
관구장주교가 자신의 관구 내에서 관구 구성 교구 중 본인교구를 제외한 다른교구에 행사할 수 있는 권한은 다음과 같다.
첫째, 관구 소속 교구의 신앙의 준수와 교회 위계상의 규율을 감독하며, 만에 하나 직권 내지는 권한을 함부로 남용하는 등 성직자의 비행이 발생할 경우 이를 교황에게 보고할 수 있다.
둘째, 관구소속 교구장주교가 임무 수행에 태만한 것과 관련하여 성좌로부터 사전 승인을 받아 교회법에 의거한 감사를 실시할 수 있다.
셋째, 관구소속 교구장주교들로 구성된 지방 교회 법정을 주재하고 판결을 내릴 수 있다.
- 관구장주교는 위3개항목을 제외하곤 다른교구에 본인교구처럼 관리권을 행사할 수 없다

첫째 항목과 둘째항목 대상이 관구장주교나 관구장주교(수도대주교)의 교구가 대상일경우 관구안의 선배 교구장주교가 그업무를 대신할 수 있다.
라틴 전례 교회의 모든 관구장주교들의 직책은  대주교 이상, 즉 대교구의 교구장 주교들이다. 현재 대한민국에는 서울, 광주, 대구 등 관구장 세 명이 있다.
이탈리아나 프랑스엔 대교구가 관구에 구성되어 관구장이 아닌 일반대교구인 경우가 있다. 그리고 일반교구장 중에 대주교칭호를 받는 주교도 있다.(archbishop-bishop 혹은 Archbishop ad personam)
관구장주교가 다른 관구의 관주장주교로 전임시 새로운 팔리움을 받아야 한다. 관구장주교는 다른 관구를 감독 할 수 없다.
대주교이상은 직책에 따른 호칭이지 다른 직급이나 성품이 아니다.

## 정교회

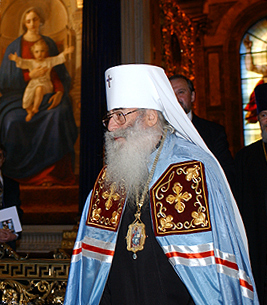
백두건과 물색 망토를 착용한 러시아 정교회의 관구장주교.

동방 정교회의 경우 주교의 직급으로서 총대주교, 관구장주교, 대주교, 주교가 있는데 각 지역 정교회마다 서열이 다르다.
비잔틴 계열의 정교회(그리스 정교회 · 키프로스 정교회 · 알바니아 정교회 등)에서의 서열은 총대주교-대주교-관구장주교-주교의 순이다. 총대주교가 없는 독립 및 자치교회에서는 대주교가 수장이 되어 몇개의 관구로 구성된 대교구를 관장한다.
슬라브 계열의 정교회(러시아 정교회 · 우크라이나 정교회 · 폴란드 정교회 · 체코-슬코바키아 정교회 등)에서의 서열은 총대주교-관구장주교-대주교-주교의 순이다. 총대주교가 없는 정교회에서는 관구장주교가 수장이 되어 몇개의 대교구로 구성된 관구를 관장한다. 비잔틴 계열의 정교회 주교들이 총대주교 이하 모두가 흑두건을 착용하는 것과는 달리 슬라브 계열 정교회의 관구장주교는 백두건과 물색 계통의 망토를 착용하므로 분별하기 쉽다.
루마니아 정교회는 슬라브계가 아닌 라틴계이지만 슬라브계 정교회와 같이 서열은 총대주교-관구장주교-대주교-주교의 순이다. 다만 관구장주교도 두건은 흑색을 착용한다.
현재 대한민국의 정교회는 콘스탄티누폴리스 세계 총대주교청 산하의 한국관구(Metropolis of Korea)로 존속하고 있으며 2008년 이래 암브로시오스 조그라포스가 관구장주교로  재임하고 있다.